# Dorset
Dorset (phát âm / dɔrsɨt /) (hoặc cổ xưa là Dorsetshire), là một hạt ở Tây Nam nước Anh, bên bờ eo biển Anh. Thủ phủ là Dorchester kể từ ít nhất là năm 1305, nằm ở phía nam của quận với toạ độ 50°43′0″B 02°26′0″T / 50,71667°B 2,43333°T. Giữa các điểm cực của Dorset 80 km (50 dặm) từ đông sang tây và 64 km (40 dặm) từ bắc tới nam, và có diện tích 2.653 km vuông (1.024 mi ²). Dorset phía tây giáp Devon, Somerset ở phía tây bắc, Wiltshire ở phía đông bắc, và Hampshire về phía đông. Khoảng một nửa dân số sống Dorset trong khu vực đô thị Đông Nam Dorset. Phần còn lại của hạt phần lớn là nông thôn với mật độ dân số thấp.
Dorset nổi tiếng với những bờ biển kỷ Jura là di sản thế giới UNESCO, nổi bật với các địa mạo như vịnh Lulworth, đảo Portland, bãi biển Chesil và cửa Durdle cũng như các khu du lịch nghỉ dưỡng Bournemouth, Poole, Weymouth, Swanage, và Lyme Regis. Dorset là bối cảnh chính của tiểu thuyết Thomas Hardy, người được sinh ra gần Dorchester. Hạt này có một lịch sử định cư và có các địa danh khảo cổ đáng chú ý, gồm các các pháo trên đài đồi của lâu đài Maiden.

Dorset
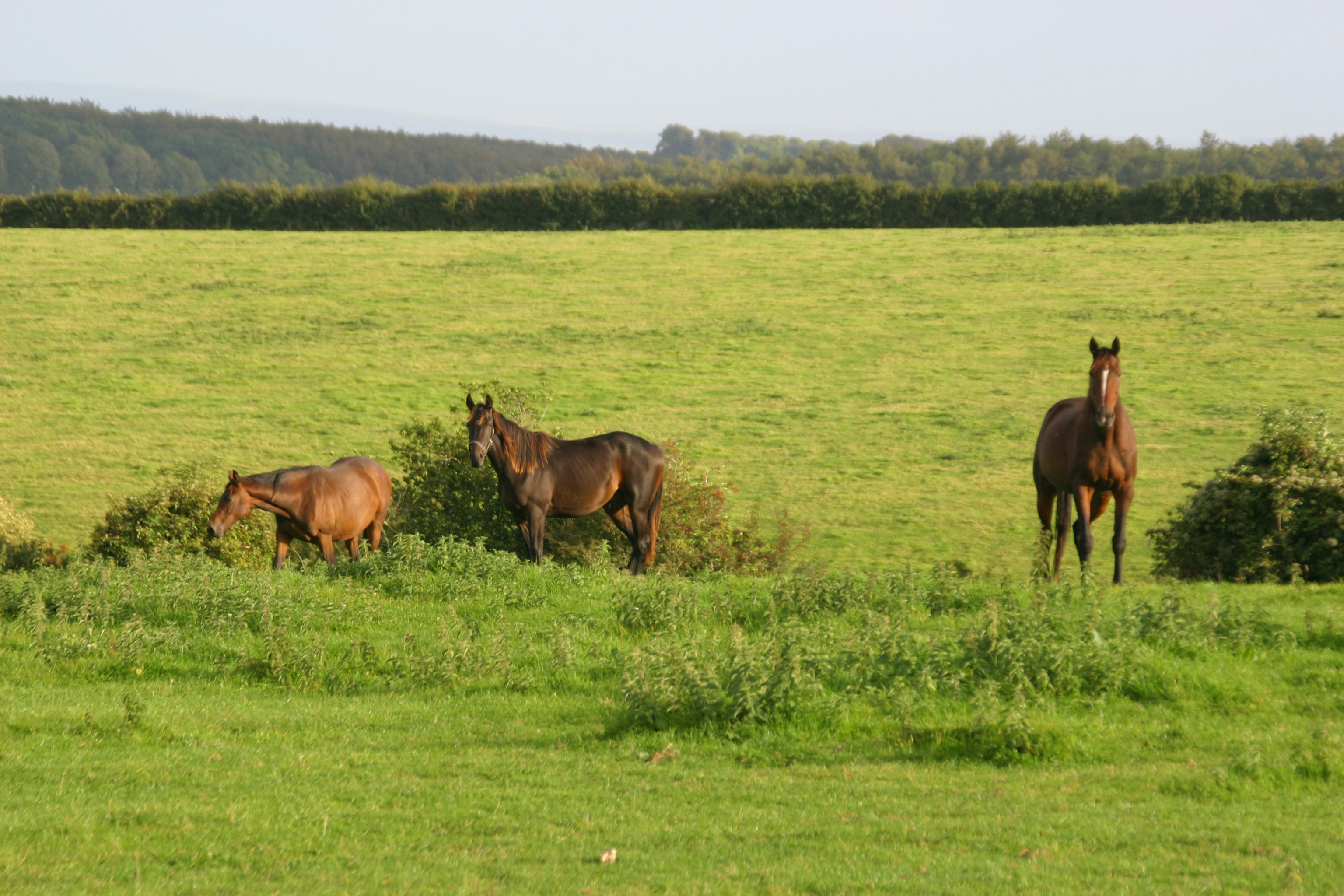
Dorset
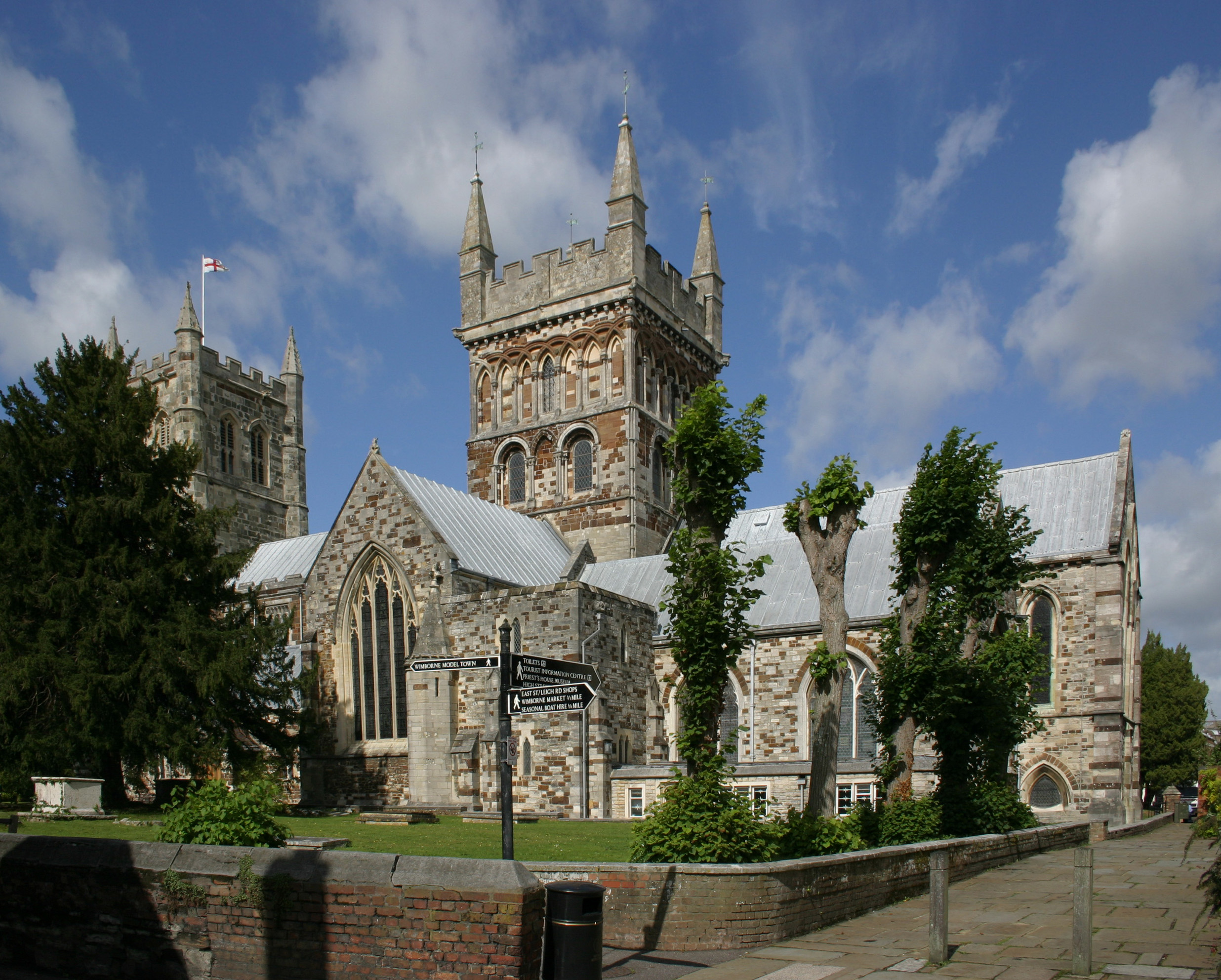
Wimbourne Minster
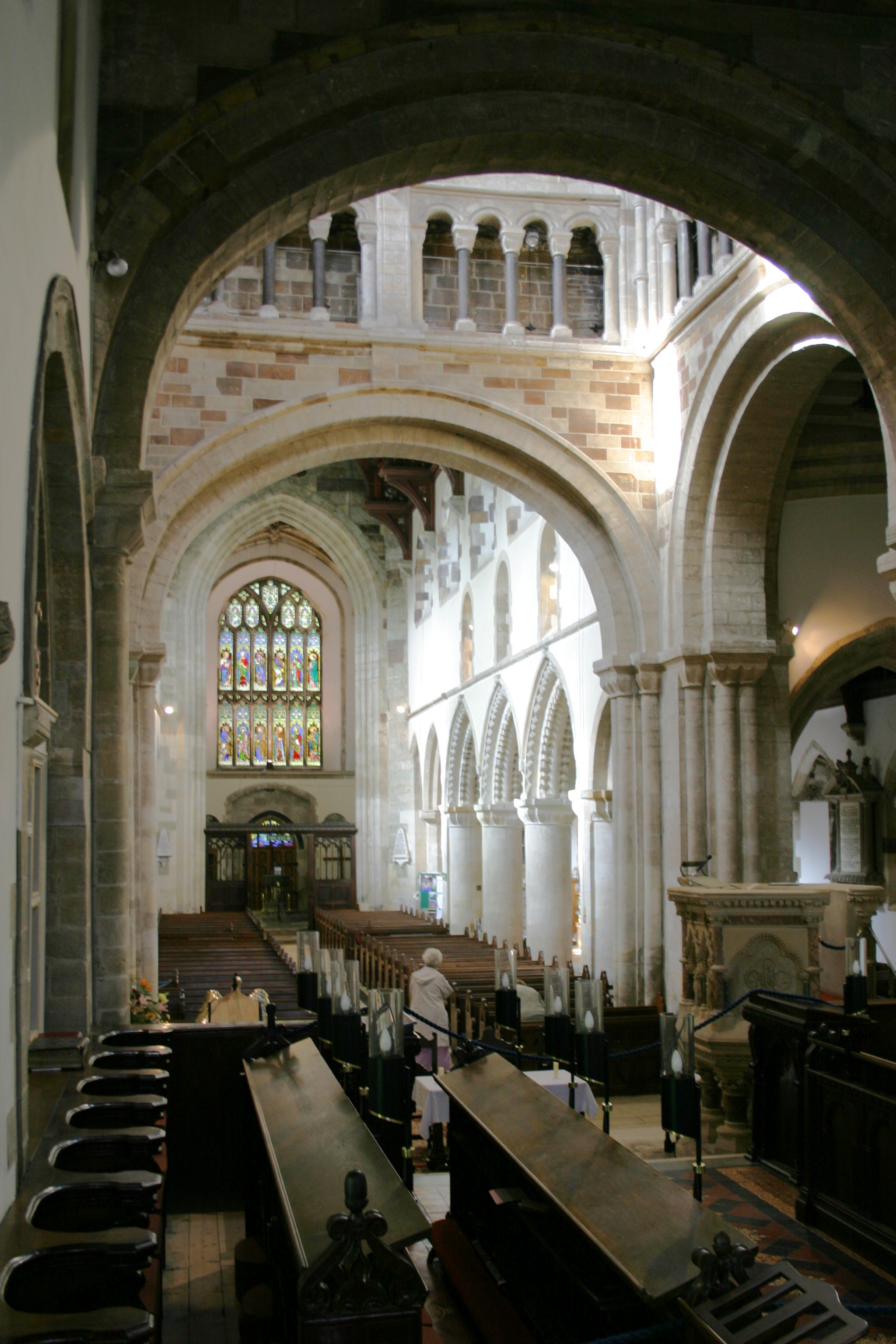
Wimbourne Minster
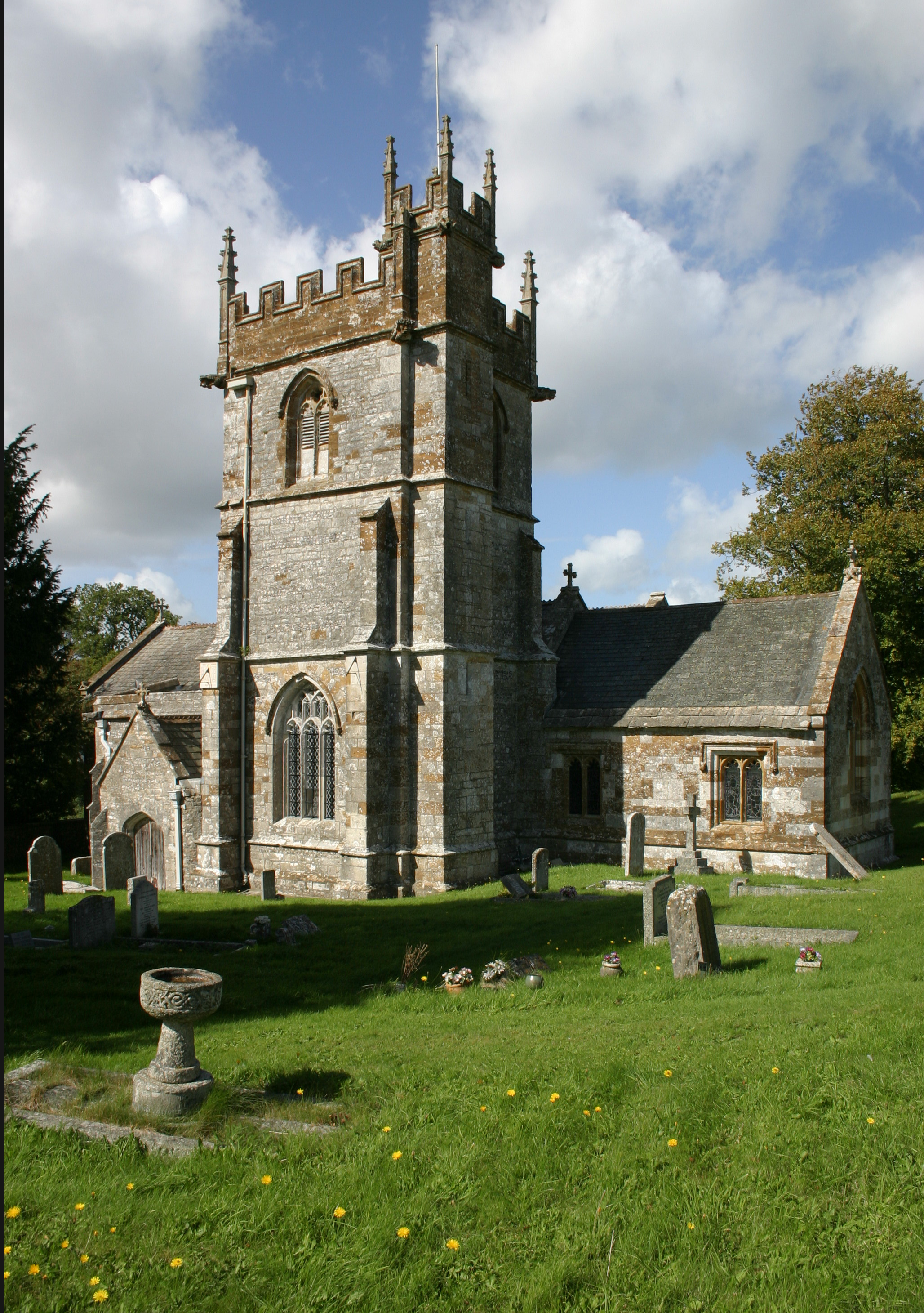
Piddlehinton
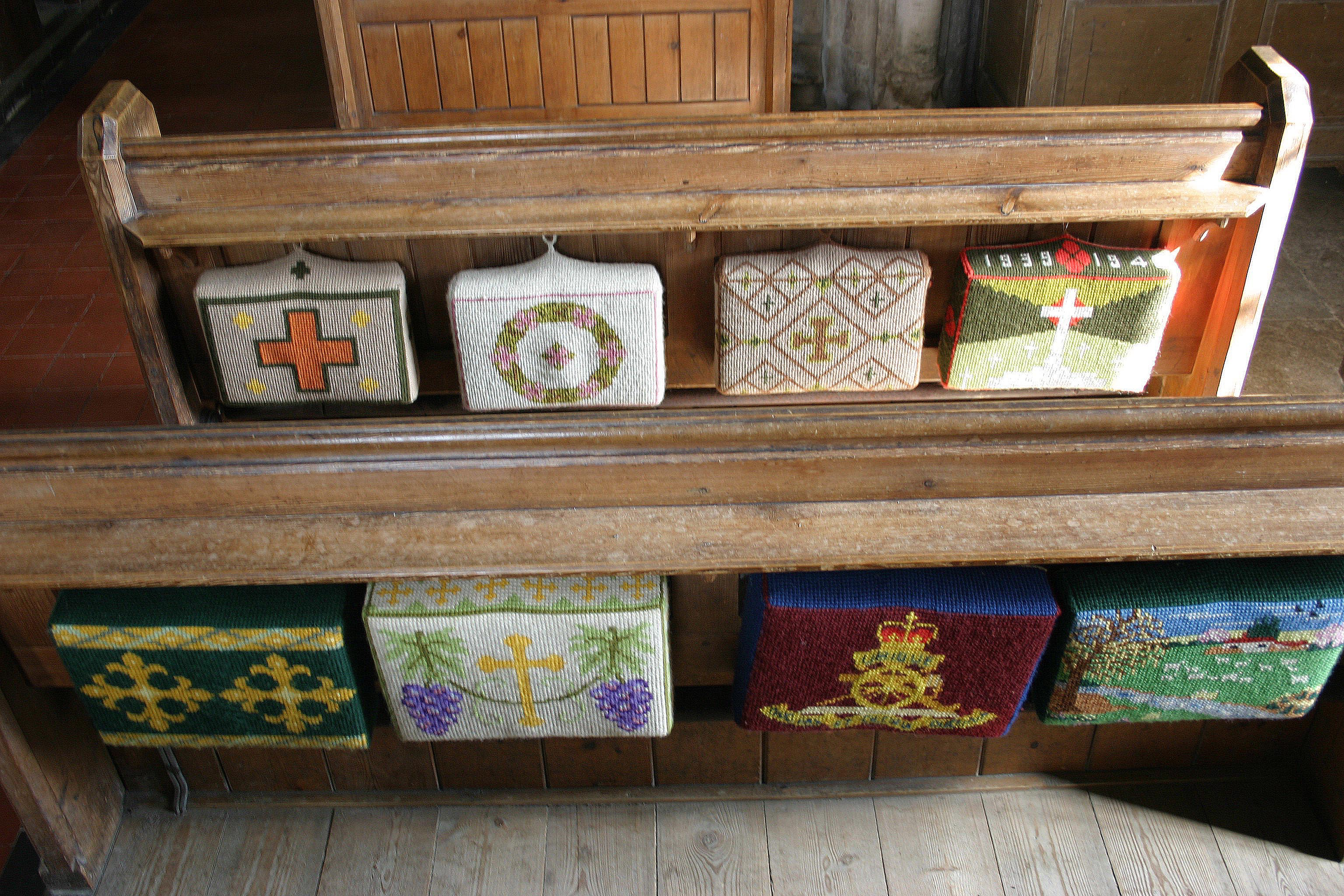
Piddlehinton
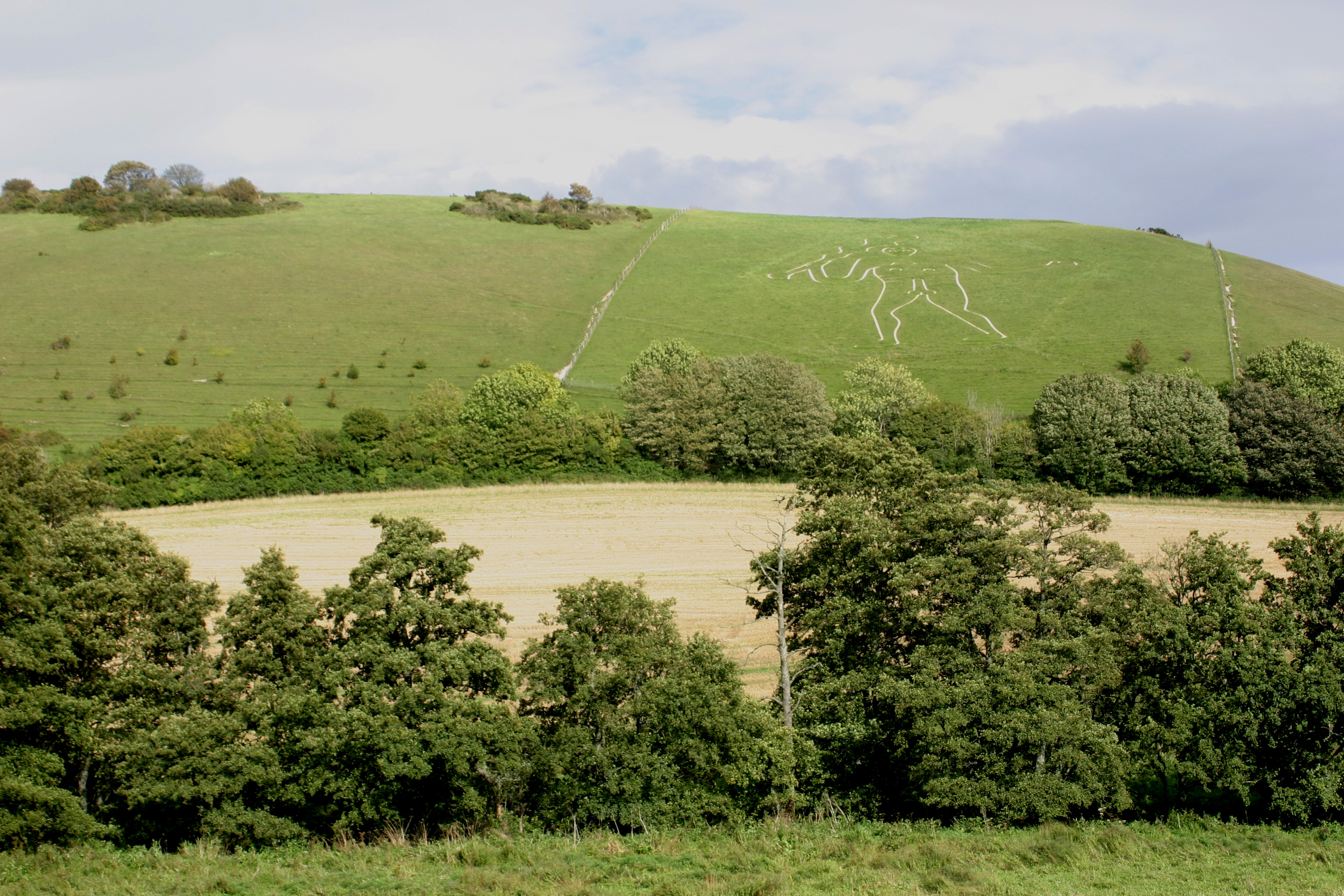
Cerne Abbas
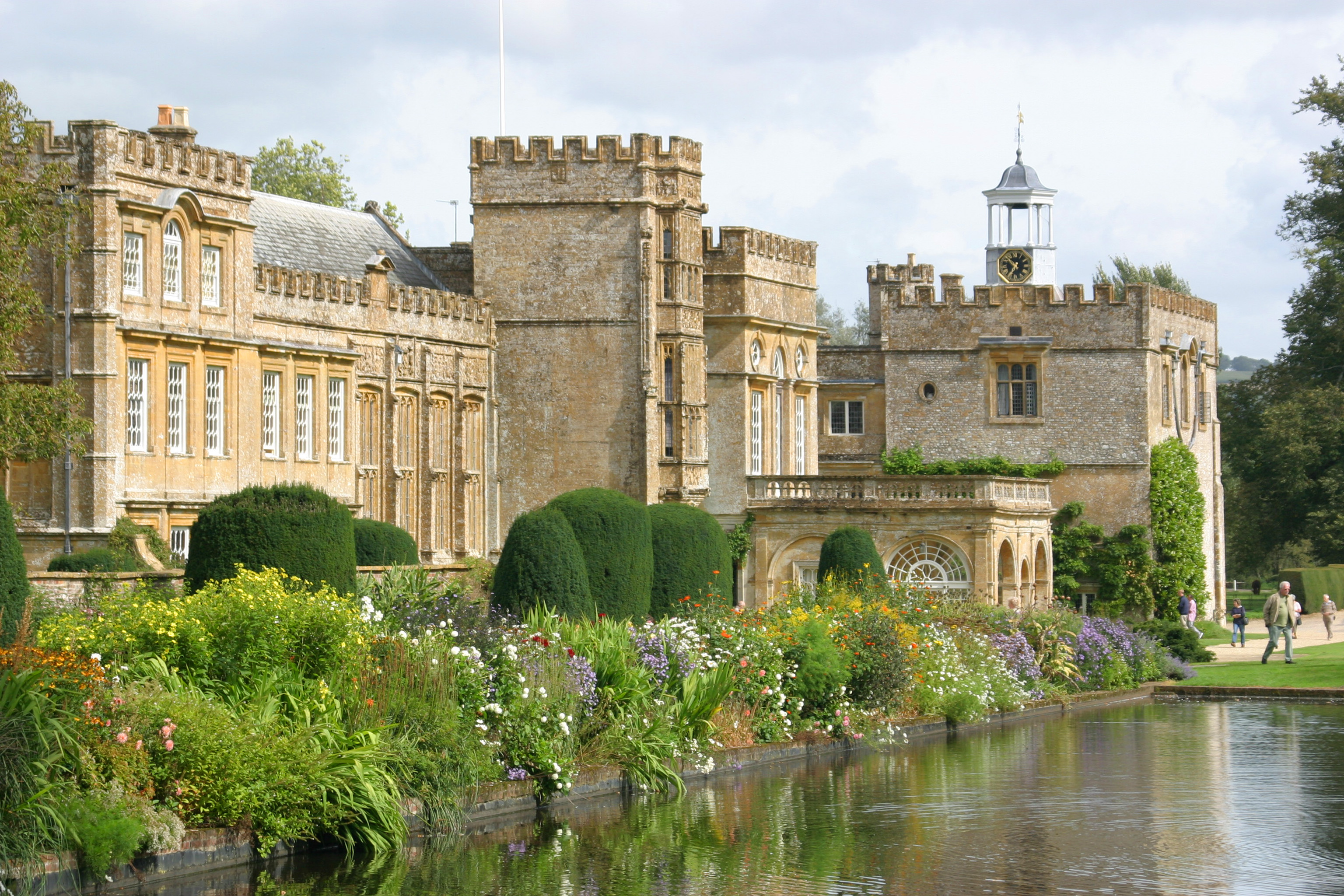
Forde Abbey
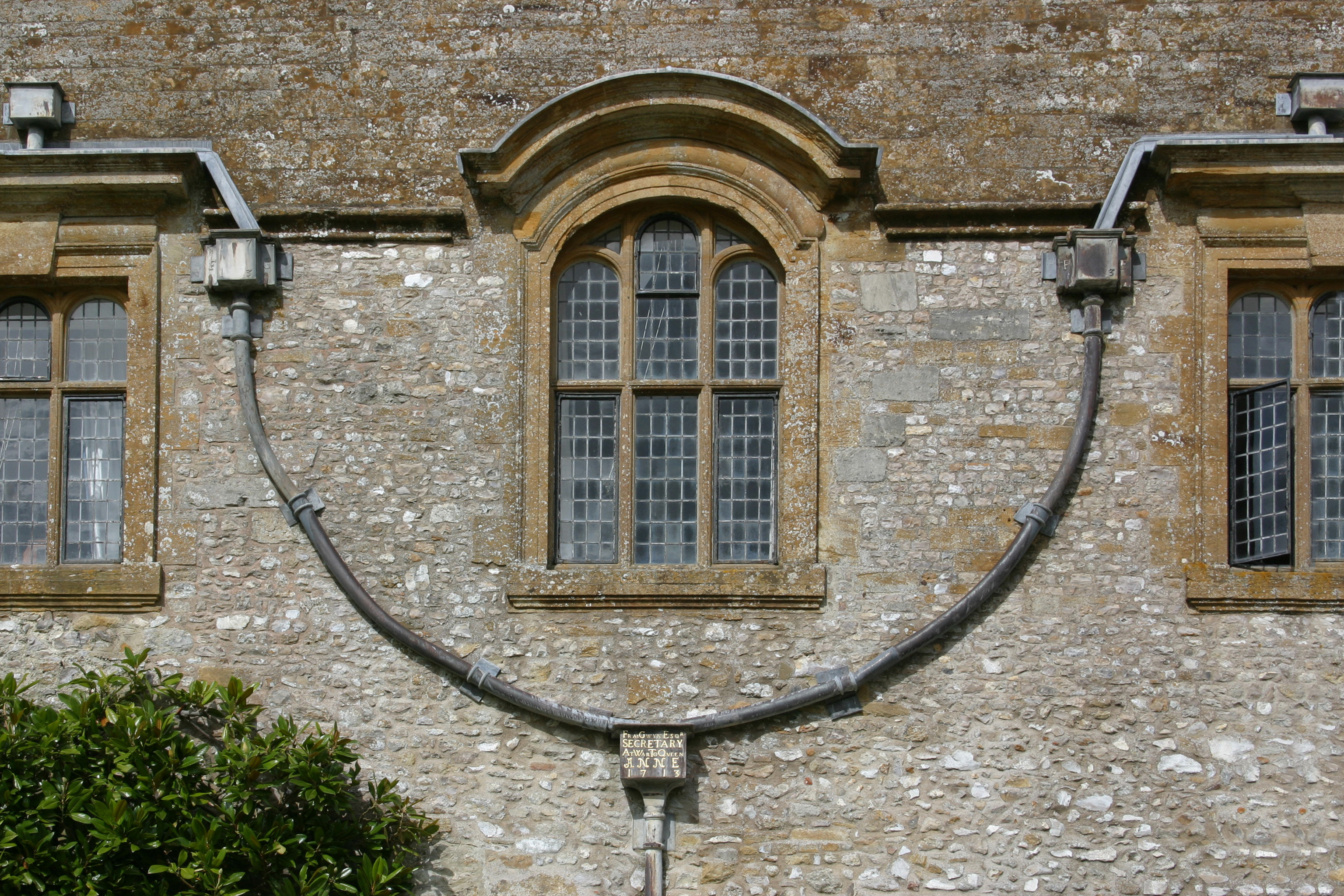
Forde Abbey